# Scott Stadium
O Scott Stadium é um estádio localizado em Charlottesville, Virgínia, Estados Unidos, possui capacidade total para 85.458 pessoas, é a casa do time de futebol americano universitário Virginia Cavaliers football da Universidade da Virgínia. O estádio foi inaugurado em 1931.